# Luis Suñer Sanchis

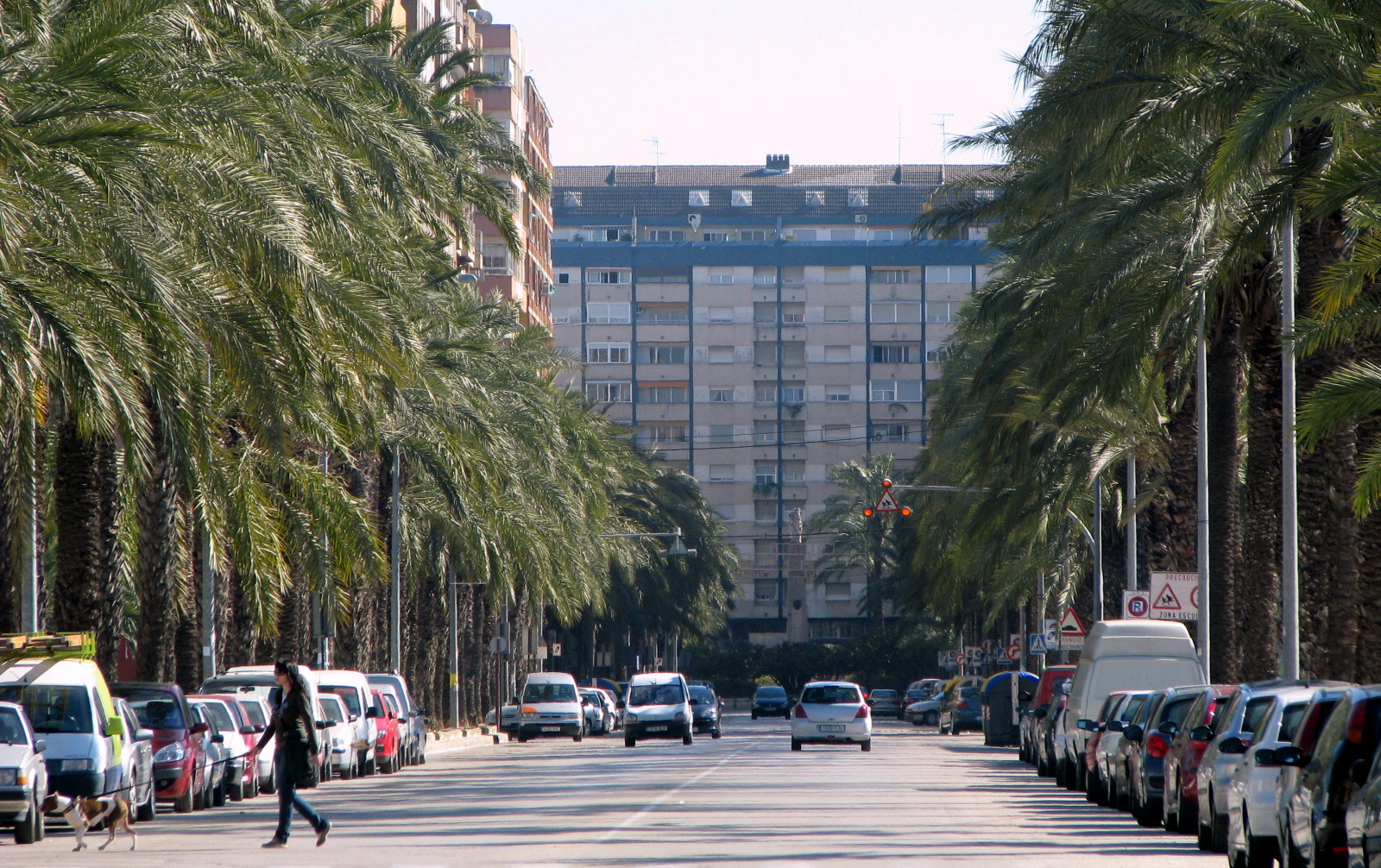
Avinguda Luis Suñer (Alzira).

Luis Suñer Sanchis (Alzira, Ribera Alta, 19 de març de 1910 - 22 d'agost de 1990) fou un industrial valencià.
Casat i amb dos fills, perdé al seu fill baró quan aquest tenia 21 anys. La seua filla tingué quatre fills (vegeu Adrián Campos). Ambdós foren fruit de la unió amb la seua primera dona, Carme Picó, de la qual enviduà. Més tard, es casà en segones núpcies.

## Origen i desenvolupament empresarial

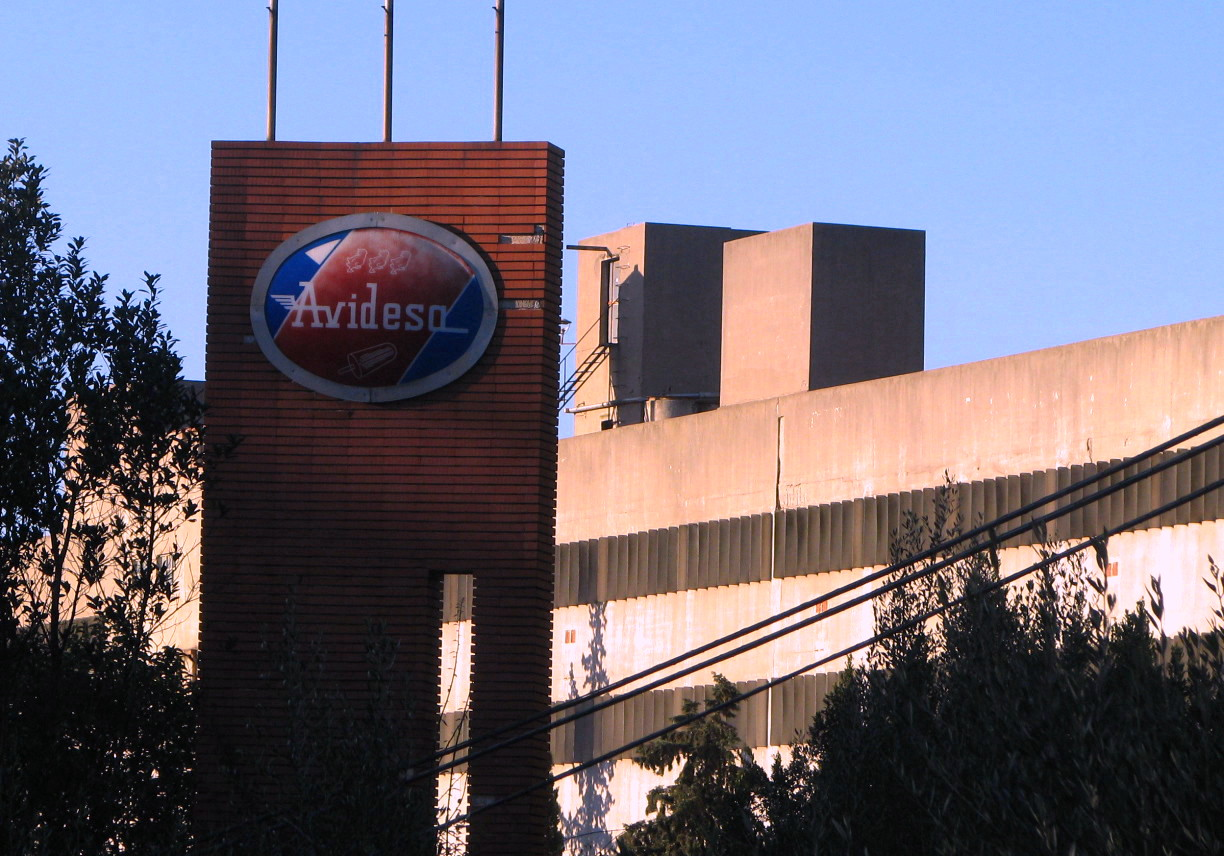
Emblema d'Avidesa en una de les antigues factories de Luis Suñer, en Alzira.

La seua carrera començà el 1921 junt als seus pares, José Sunyer i Ana Sanchis, que havien fundat un taller dedicat a la confecció de caixes de cartó, compatibilitzant el seu treball amb l'escola nocturna. Començava així la història de "Cartonajes Suñer" i del seu impulsor.
El 1937, durant la Guerra Civil Espanyola, "Cartonajes Suñer" fou col·lectivitzada pels seus treballadors, adherits a la Confederació Nacional del Treball, i en fou restituïda la propietat a la família Sunyer el 1939 al final de la contesa.
El 1946 els germans Sunyer, per raons de logística, compraren una parcel·la al port de València per a construir-hi un nou centre industrial, però un incendi fortuït en la fàbrica d'Alzira i l'actitud dels treballadors i veïns que s'hi llançaren a lluitar contra les flames, els convencé que l'empresa havia de continuar en la seua ciutat natal. Així es va fer als peus de la muntanyeta del Salvador, junt a la qual es construí la colònia Ana Sanchis, una zona residencial per als treballadors de l'empresa, inaugurada pel ministre d'habitatge el 1960.
La localització de les seues empreses en la seua ciutat natal es convertí definitivament, gràcies a l'esmentat succés, en una màxima de l'estratègia empresarial de Lluís Sunyer, que en els anys posteriors aconseguí crear un imperi industrial. El General Francisco Franco s'interessà per les empreses de Lluís Sunyer, reconeixent la seua feina i visitant oficialment les seues factories el 12 de maig de 1947. Restaurada la democràcia, continuà la puixança de les seues empreses, la qual cosa el convertí el 1978 en el contribuent que més ingressos declarà a Hisenda, 400 milions de les pessetes d'aleshores.
Les empreses cabdals del grup eren Cartonajes Suñer, que es convertí en líder del seu sector a Espanya, i Avidesa, fundada en 1956, convertida també en líder nacional de fabricació de gelats, famosa pels seus patrocinis esportius, com el BM Alzira Avidesa, i per ésser la marca de gelat oficial de la selecció espanyola de futbol. El príncep Joan Carles de Borbó, futur rei d'Espanya, visità Avidesa el 1961.
Altres importants empreses del grup o impulsades per Lluís Sunyer foren Plasal, Río Verde Cartón, SOR Ibérica, Papensa, Suñer Transport, etc.
En la seua faceta d'home compromès socialment, Lluís Sunyer fundà i promogué multitud de projectes i institucions esportives, socials i educatives, com ara el Club de Tennis d'Alzira, l'estadi de la UD Alzira, l'Hogar Santa Teresa Jornet dedicat a la cura d'ancians desemparats, la Residència Carme Picó, l'Escola Ana Sanchis, etc.
L'èxit empresarial i la seua condició de benefactor i mecenes convertí la família Sunyer en un referent de la societat valenciana en general i l'alzirenca en particular.
La seua trajectòria fou generosament reconeguda per les institucions públiques. El 1967 se li imposà la medalla d'or de la ciutat d'Alzira, inaugurant-se en el mateix acte una de les principals avingudes de l'eixample urbà, batejada amb el seu nom. Fou mereixedor en vida d'importants condecoracions de l'Estat espanyol, com la Medalla d'Or al Treball (1959) i la Comanda al Mèrit Agrícola (1964), distingint-lo amb el tractament d'Excel·lentíssim Senyor.
En 13 de gener de 1981 ETA va segrestar-lo, i l'alliberà en 13 d'abril a Alberite, La Rioja, després del pagament de 325 milions de pessetes.